# Eluanbi
Eluanbi oder Eluan (chinesisch 鵝鑾鼻, Pinyin É luán bí; auch: Taiwan Zuinan dian 台灣最南點; Táiwān Zuì Nán Diǎn) ist der südlichste Punkt der Insel Taiwan (Formosa). Das Gebiet ist als Eluanbi Park (鵝鑾鼻公園, Éluánbí Gōngyuán) gestaltet, der Teil des Kenting-Nationalparks ist, und im Gemeindegebiet der Stadtgemeinde Hengchun im Landkreis Pingtung liegt.

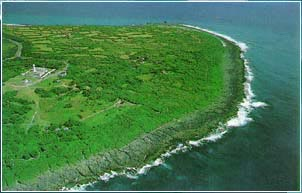
Kap Eluanbi

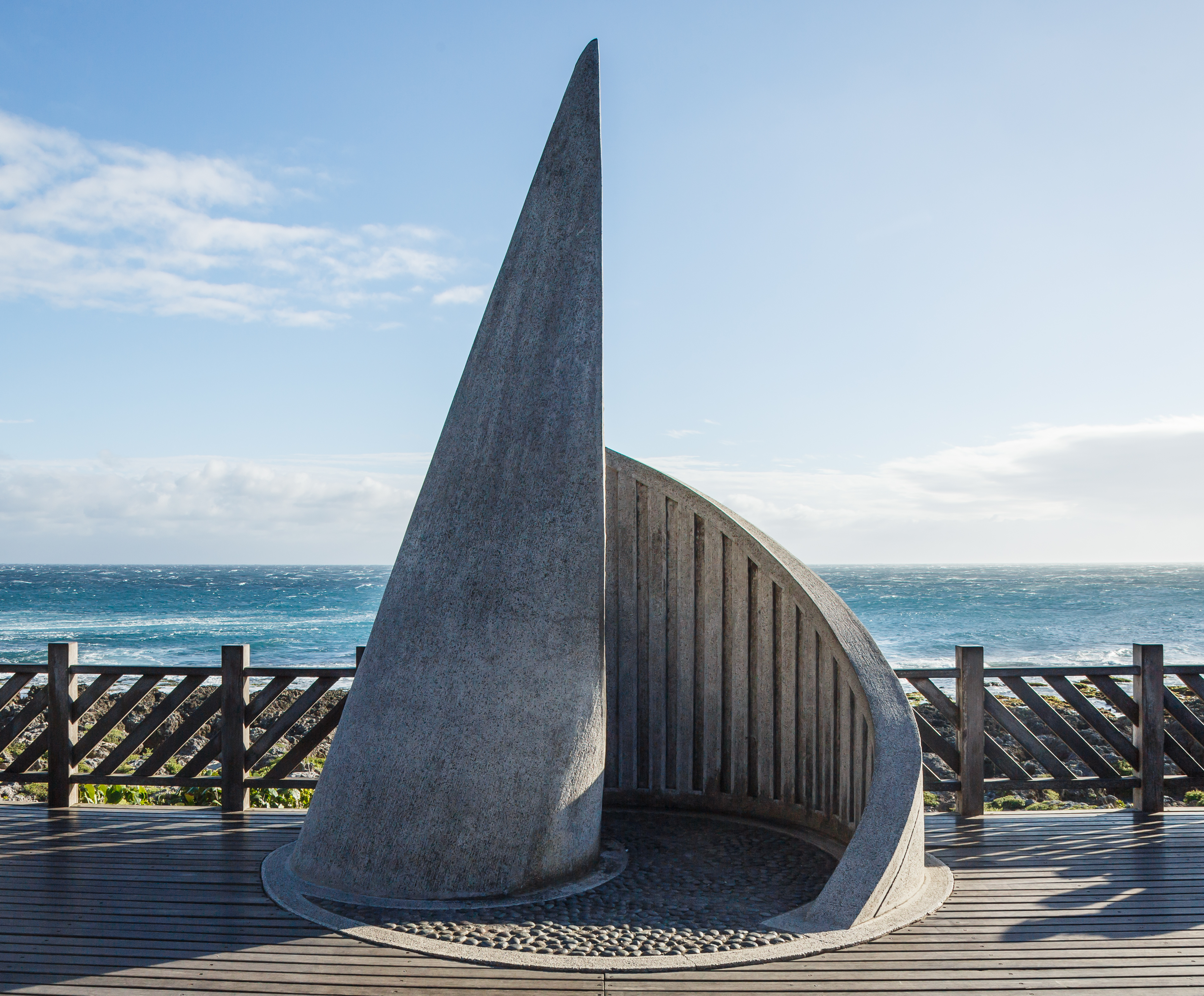
Taiwans südlichster Punkt.

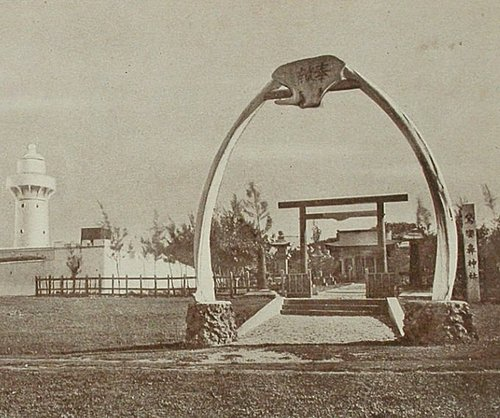
Garanbi Shrine

## Name
Eluanbi war wohl ursprünglich eine chinesische Umschreibung der einheimischen Bezeichnung „goran; Gô-lôan-phīⁿ“, dem Paiwan-Wort für „Segel“. Die Chinesischen Schriftzeichen „鵝鑾鼻“ bedeuten wörtlich „Gans-Glöckchen-Nase“. Diese Bezeichnung dürfte jedoch über die chinesische Transkription des lokalen Hokkien-Dialekts entstanden sein, der in etwa Gô-lôan ausgesprochen wird und in Wirklichkeit nur die Wiedergabe des Paiwan- goran sein dürfte. Wahrscheinlich bezieht sich diese Bezeichnung wiederum auf den nahe gelegenen Sail Rock. „Bi“ – die Nase – ist im Dialekt der Name für eine Landzunge oder Halbinsel, ähnlich wie beim nahe gelegenen Maobitou.
Unter den Qing war das Gebiet als „Linhaishan“ bekannt. Unter Japanischer Herrschaft wurde das Kap Garan Bi benannt. nach der japanischen Aussprache der chinesischen Zeichen. Weitere Schreibungen sind Eluan Pi, Oluanpi;, Gaw-loan-phi, Ngoluanpi, oder Goa-loan-pi nach der Aussprache im Hokkien-Dialekt. Gelegentlich wird es auch als South Cape bezeichnet.

## Geographie
Eluanbi ist der südlichste Punkt der Hengchun Halbinsel und damit der südlichste Punkt auf der Insel. Das Gebiet ist geologisch geprägt durch die so genannten Eluanbi Beds (层, céng), eine pleistozäne Gesteinsschicht aus gelben und braunen Sanden, Kies und Tonstein. Die nahegelegenen Hügel gelten als Verlängerung von Taiwans Zentralgebirge (中央山脈 Zhōngyāng Shānmài).
Derzeit wird international die Grenze zwischen dem Ostchinesischen Meer und dem Südchinesischen Meer bei Cape Fugui, am nördlichsten Punkt von Taiwan verortet. Eluanbi, – meist unter der japanischen Bezeichnung „Garan Bi“ – bildet jedoch einen Teil der Grenze zwischen dem Ostchinesischen Meer und der Philippinensee. Die noch ungenehmigte neue Einteilung der International Hydrographic Organization (IHO), Limits of Oceans and Seas, setzt jedoch bei „Eluan Cape“ einen Teil der Nordgrenze des Südchinesischen Meeres, zusammen mit der Südgrenze der Formosastraße und Teilen der Westgrenze der Philippinensee.
Eluanbi kann jedoch auch der Luzonstraße und dem Bashi Channel zwischen Taiwan und den Philippinen zugeordnet werden.

## Geschichte

### Vorgeschichte
Archäologische Funde sprechen dafür, dass es eine prähistorische Besiedlung bei Eluanbi gab, die sich auf ungefähr 3100 v. C. datieren lässt. Die Überreste ähneln denen der Xiantao-Kultur die im nahegelegenen Taitung entdeckt wurden. Die lokale Bezeichnung ist „Oluanpi-I“. Tonwaren und Webstoffe konnten ab dem Zeitalter „Kenting“, ab ca. 2500 v.C. nachgewiesen werden. Um 1500 v.C. gaben die Bewohner von „Oluanpi-III“ den Feldbau in den Niederungen auf und zogen sich in besser verteidigbare Gemeinschaften im Hochland zurück; er entwickelte sich „Oluanpi-IV“ um ca. 50 v. C. Um dieselbe Zeit siedelte sich die unabhängige Hsiang-lin-Kultur in den Flusstälern und Niederungen an; die Kueishan-Kultur folgte etwa im 2. Jahrhundert und die Amis etwa im 5. Jahrhundert. Zu dieser Zeit war das Jagen bereits ein Ritual geworden und Freizeitbeschäftigung für die gut entwickelten landwirtschaftlichen Gemeinschaften. Die Paiwan ersetzten schließlich die Völker im Hochland, als sie von Norden her zuwanderten. Die Siraya, von ihrem legendarischen Ursprung in Xiaoliuqiu zogen ab dem 8. Jahrhundert in die Niederungen und waren die ersten, die sich stark sinisierten.

### Qing-Dynastie
Unter der frühen Qing-Dynastie blieb das Gebiet rund um die Halbinsel in der Hand der eingeborenen Stämme, wie der Paiwan. Die starken Strömungen und die nahegelegenen Qixingyan-Riffe führten zu zahlreichen Schiffbrüchen und führten auch zu internationalen Spannungen, beispielsweise im Fall der Rover (羅發號事件 Luó fā hào shìjiàn) 1867 und des Mudan incident (Ryukyu convoy, 八瑤灣事件 Bā yáo wān shìjiàn) 1871. Beide Vorfälle führten zu militärischen Expeditionen der Amerikaner (Amerikanische Strafexpedition nach Formosa 1867), respektive Japaner.

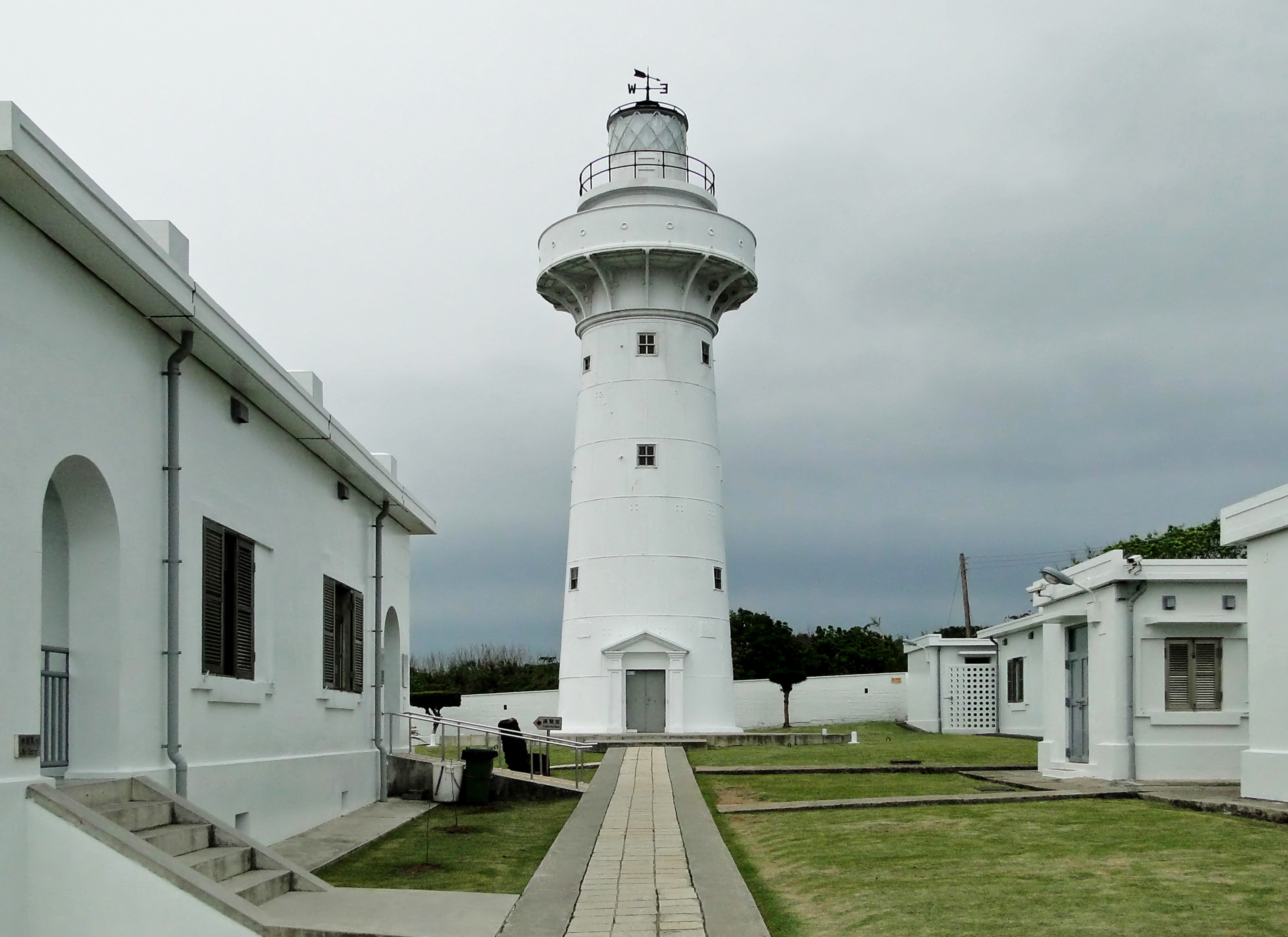
Leuchtturm Eluanbi

Der amerikanische Konsul in Amoy (heute: Xiamen), Charles Le Gendre, klärte den Vizekönig von Liangjiang (兩江總督 Liǎng jiāng zǒng dū) Shen Baozhen über das Risiko für den chinesischen Staat auf, falls China die Kontrolle über die Gebiete der Ureinwohner auf der Insel nicht wahrnehme. Shen reformierte daraufhin die bürgerliche und militärische Verwaltung in Taiwan und führte Angriffe gegen widerständige Stämme durch. Außerdem begann er ein Programm zum Bau öffentlicher Bauwerke an der Südküste, unter anderem einen Leuchtturm in Eluanbi (Leuchtturm Eluanbi 鵝鑾鼻燈塔, É luán bí dēngtǎ). Der Bau des Leuchtturms fiel in den Geltungsbereich des britischen Diplomaten Robert Hart, der als Inspector General des Imperial Maritime Customs Service zuständig war. Er schickte 1875 Agenten aus um das südliche Kap von den Häuptlingen der Kuie Chia Chiao (龜 仔 角; Guīzǎijiǎo) zu erwerben. Diese Geste hielt die eingeborenen Paiwan und andere Stämme allerdings nicht von Überfällen und Angriffen gegen das chinesische Bauprojekt ab. Es mussten zunächst Wachtruppen eingesetzt und Befestigungsanlagen in Eluanbi errichtet werden. Der Leuchtturm selbst wurde endlich zwischen 1881 und 1883 errichtet. Am 1. April 1883 wurde er in Betrieb genommen.
Der Leuchtturm, seine Mannschaft und seine Garnison wurden anfangs von britischen Offizieren des Imperial Maritime Customs Service und deutschen Militär-Offizieren betreut. Das Gelände wurde mit 18-pounder long Gun-Kanonen, Gatling Guns und einem Mörser. Vorräte wurden vorgehalten für eine mögliche Belagerungszeit von drei Wochen.

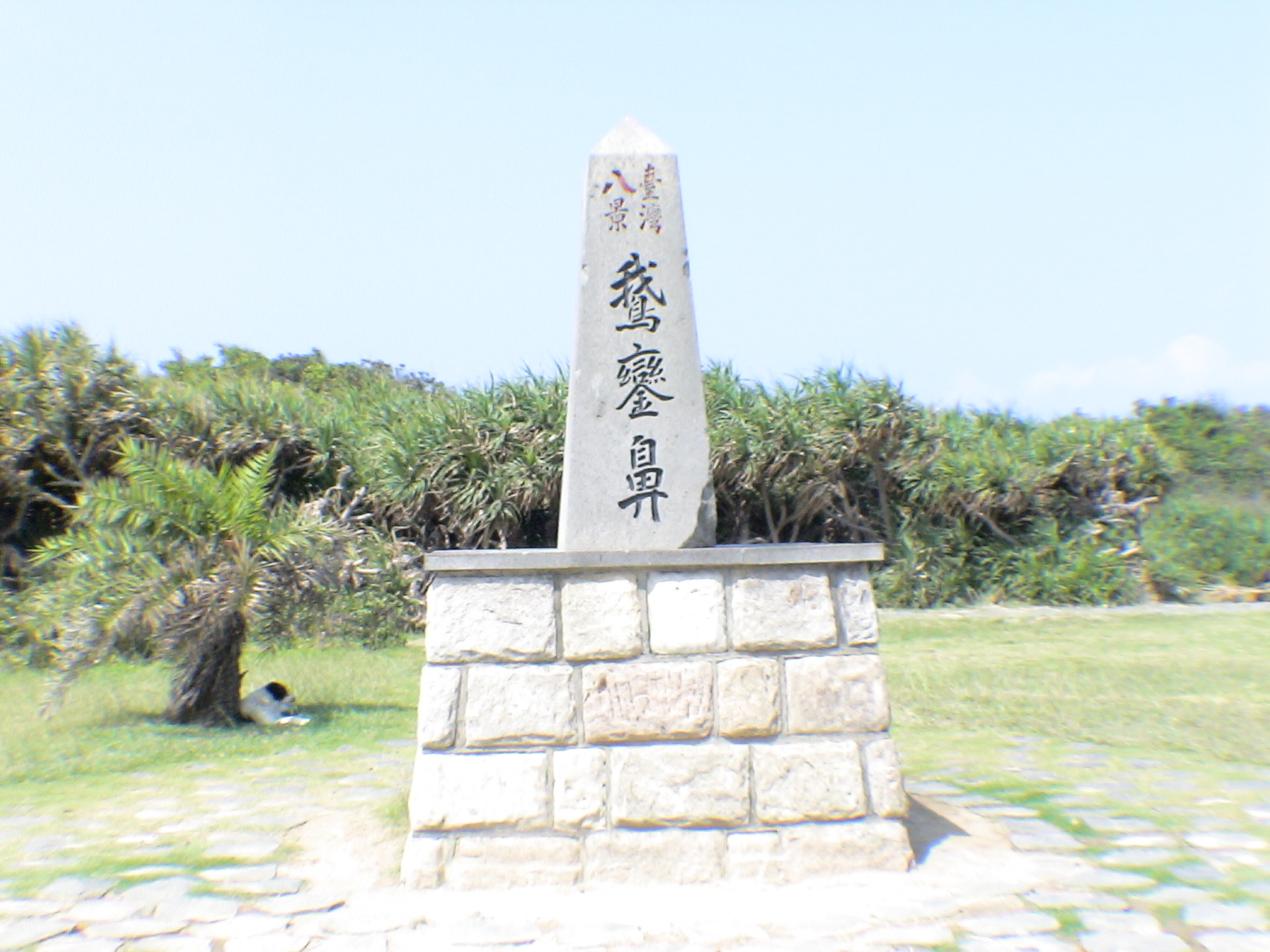
Denkmal für die Aufnahme von Eluanbi in die Taiwan Ba Jing (Acht Sehenswürdigkeiten von Taiwan).

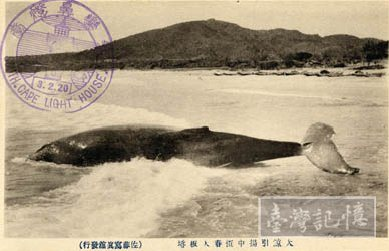
Japanischer Walfang bei Eluanbi, 1920er.

### Japanisches Kaiserreich
Die Bauwerke der Qing-Dynastie wurden während des Ersten Japanisch-Chinesischen Krieges stark zerstört. Dabei waren es die Truppen der Qing selbst, die beim Rückzug versuchten, die Befestigungsanlagen zu zerstören. 1898 wurden die Anlagen repariert, als Japan Taiwan unter seine Herrschaft gebracht hatte. In dieser Zeit wurde auch erkannt, dass das Kap der südlichste Punkt der Insel ist, und der Leuchtturm wurde von den Japanern als eine der Acht Sehenswürdigkeiten von Taiwan (臺灣八景 Taiwan ba jing) kommerzialisiert.
Das Kap war außerdem eine wichtige Walfangstation für den japanischen Walfang, Buckelwale wurden in Banana Bay und South Bay an Land gebracht. Die Bedeutung für die Walfangindustrie wurde unterstrichen durch die Architektur des Shintō-Schreines, der einer von nur fünf Schreinen in der Welt war, dessen Torii aus Bartenwal-Kiefern gebildet waren.
Der Leuchtturm wurde im Zweiten Weltkrieg erneut schwer beschädigt während der Luftschlacht um Taiwan und Okinawa (jap.: 台湾沖航空戦, chin.: 臺灣空戰) und der Schrein wurde in dieser Zeit ebenfalls zerstört.

### Republik China
The Kuomintang-Regierung Taiwans ließ den Leuchtturm 1947 wieder aufbauen. Die zufällige Entdeckung mehrerer Steinsarkophage in der Nähe des Leuchtturms 1956 führte zu archäologischen Untersuchungen durch Sung Wen-tung und Lin Chao-chi im gleichen Jahr und erneut 1966. Das Gelände um den Leuchtturm wurde 1982 in einen Nationalpark umgewandelt. Während des Baus von Pfaden und Wegen wurden vor der Eröffnung 1981 weitere prähistorische Relikte gefunden und in den nächsten zwei Jahren wurden weitere Ausgrabungen unter Li Kuang-chou durchgeführt.
1992 gehörte der Leuchtturm Eluanbi zu den ersten Leuchttürmen in Taiwan die für die Öffentlichkeit zugänglich gemacht wurden. Der Erfolg motivierte die See- und Hafen-Behörde (交通部航港局, jiāo tōng bù háng gǎng jú) auch an anderen Orten die Leuchttürme zu öffnen. 2014 kamen mehr als 300.000 Besucher pro Jahr, viele davon Touristen aus Festlandchina.

## Park

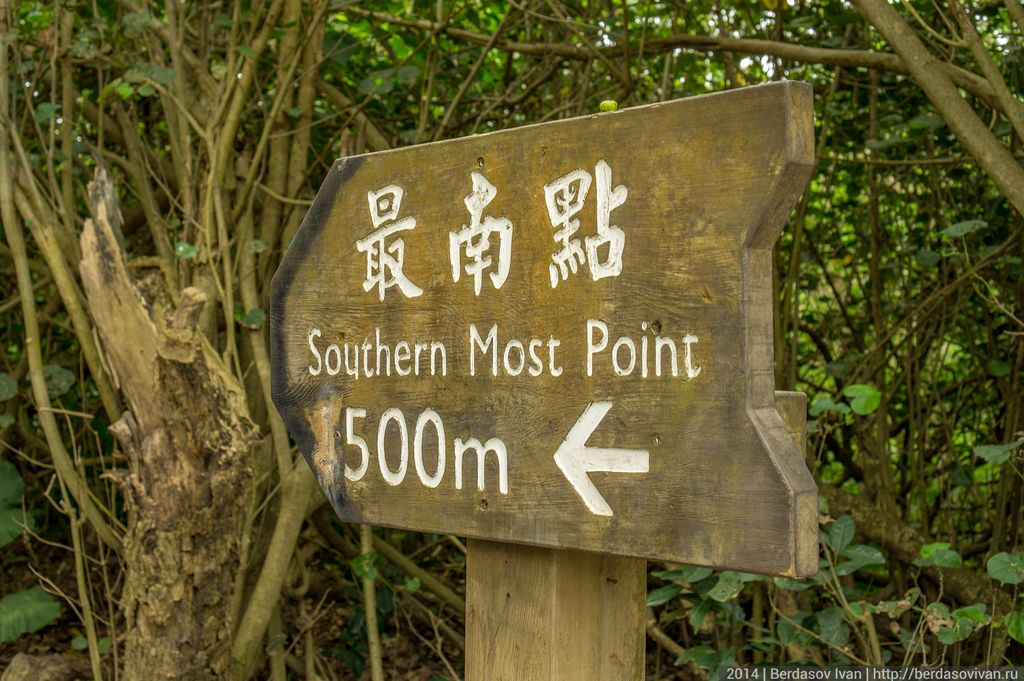
Ein Wegweiser im Park.

Das Kap ist mit 59 ha der Umgebung, dem Eluanbi Park (Éluánbí Gōngyuán), Teil des größeren Kenting-Nationalparks, der das südliche Ende der Hengchun-Halbinsel umfasst.
Eine Aussichtsplattform mit einem steinernen Marker am südlichsten Punkt hat sich zur Touristenattraktion entwickelt.
Fischerei und Wassersport sind verbreitet, aber es gibt einige Naturreservate wie das Landschaftsschutzgebiet Longkeng (龍坑生態保護區; 龙坑生态保护区 Lóngkēng Shēngtài Bǎohùqū). Rund um Banana Bay schützt das Longkeng-Reservat Korallenriffe und ein Stück Primärwald. Im Meer rund um Eluanbi finden sich nur noch selten große Wale, aber es gibt noch kleinere Walarten wie Delfine, Meeresschildkröten, und Bullenhaie. Vor allem die 26 verschiedenen Arten von Landkrabben, die in diesem Gebiet leben, machen das Kap zum biologisch Diversesten Ort für Landkrabben in der Welt.